# 조영인
조영인(趙永仁, 1133년 ~ 1202년)은 고려 중기의 문신이다. 본관은 횡천(橫川), 초명은 조영심(趙永心)이다. 조충(趙冲)의 아버지이다.

## 생애
젊은 시절부터 출중하여, 박학다식했으며 글을 잘 지었다.
1160년(의종 14) 과거에 급제하여 전주서기(全州書記)로 나가서는 선정으로 이름이 났으며, 명종이 즉위하자 조영인을 시켜 태자를 돌보게 했다.
1174년(명종 4) 좌사원외랑(左司員外郞)으로서 정조사(正朝使)가 되어 금나라에 가서 신년을 하례하고 돌아왔으며, 그 후 여러 차례 승진해 1185년(명종 15) 우승선(右承宣)으로서 국자시(國子試)를 주관해 최문목(崔文牧), 정광우(丁光祐) 등을 선발했다.
1190년(명종 20) 동지추밀원사(同知樞密院使)로 승진해 재추의 반열에 들어갔으며, 이듬해 참지정사(叅知政事)·정당문학(政堂文學)·한림학사승지(翰林學士承旨)에 임명되었다가, 1194년(명종 24) 수태위(守太尉)·상주국(上柱國)이 더해졌다.
1196년(명종 26) 권판이부사(權判吏部事)를 겸직했다가, 이듬해 신종(神宗)이 즉위하자 수태사(守太師)·문하시랑평장사(門下侍郞平章事)·판이부사(判吏部事)로 승진했다.
1198년(신종 원년) 금나라 사신이 와서 명종이 왕위를 물려준 일에 대해 따지면서 “이 조서는 반드시 전 왕에게 직접 전달하라는 황제의 분부가 계셨소.”라고 하였다.
조정 신하들이 모두 난감해하자 조영인이 금나라 사신에게 이렇게 거짓말했다.
| “ | 전 왕께서 지금 남쪽 지방에서 병을 치료하고 있어서 오가는 여정을 계산해 보면 30일쯤 걸립니다. 꼭 직접 전달하려거든 몇 개월 머물러 주실 것을 청합니다. | ” |

이에 금나라 사신이 “정말 그렇다면 전 왕에게 꼭 직접 전달할 필요는 없소.”라며 이튿날 신종에게 조서를 전해 주었다.
이 해 눈이 침침하므로 퇴직을 요청하니, 왕이 그를 문하시중(門下侍中)·수문전태학사(修文殿太學士)·감수국사(監修國史)·상주국(上柱國)·판이부사·태자태사(太子太師)로 올려 주고 사직을 허락했다.
1202년(신종 5년) 70세로 졸하니 왕이 크게 애도하며 문경(文景)이라는 시호를 내렸으며, 뒷날 신종의 묘정에 배향되었다.

## 평가
『고려사』는 조영인에 대해 그의 열전에서 이렇게 평했다.
| “ | 여러 차례 승진해 승선(承宣)이 되어서는 왕 잘못을 바로 잡은 일이 많아 당시 여론이 그를 높이 평가했다. | ” |

## 가족 관계
- 증조 - 조주조(趙周祚)[8] : 중상승(中尙丞)
  - 조부 - 조정신(趙正臣)[8] : 합문지후(閤門祗候)
    - 아버지 - 조시언(趙時彦)[8] : 증(贈) 사공(司空)·좌복야(左僕射)
    - 어머니 - 문하시랑동중서문하평장사(門下侍郎同中書門下平章事)·판이부사(判吏部事)·수국사(修國史), 정경공(貞敬公) 문공원(文公元, 1084년 ~ 1156년)의 3녀[1]
      - 매형 - 류영재(柳英材, ? ~ 1170년)[8] : 합문지후, 증 좌복야 또는 우복야(右僕射)
        - 생질 - 류광식(柳光植, ? ~ 1221년)

      - 전처 - 참지정사(參知政事)·병부상서(兵部尙書) 홍지유(洪至柔)의 딸[3]
      - 후처 - 직사관(直史館) 윤자고(尹子固)의 딸[9][10]
        - 장남 - 조준(趙準)[2] : 좌승선(左承宣)
        - 차남 - 조충(趙冲, 1171년 ~ 1220년)[2] : 수태위(守太尉)·문하시랑평장사(門下侍郞平章事)·수문전태학사(修文殿太學士)·수국사·판병부사(判兵部事), 증 문하시중(門下侍中), 문정공(文正公)

## 조영인이 등장한 작품
- 《무인시대》 KBS, 2003년~2004년, 배우 : 박병호